# (74376) 1998 XT7
(74376) 1998 XT7 – planetoida z pasa głównego asteroid okrążająca Słońce w ciągu 4,4 lat w średniej odległości 2,68 j.a. Odkryta 9 grudnia 1998 roku.